# Васил Берон (юрист)
Вижте пояснителната страница за други личности с името Васил Берон.
Васил Богомилов Берон е български юрист, доцент по гражданско право в Софийския университет „Св. Климент Охридски“.

## Биография
Роден е на 9 декември 1904 г. в София, в семейството на дерматолога д-р Богомил Берон. Завършва класическия отдел на Първа мъжка софийска гимназия през 1923 г. През 1927 г. завършва право в Софийския университет, след което, през учебните 1928/1929 и 1929/1930 година специализира в Париж, Рим, Лайпциг и Берлин. От 10 декември 1927 г. е доброволен асистент по гражданско право, а от 28 януари 1933 г. е редовен доцент в катедрата по гражданско право към Юридическия факултет на Софийския университет. Води курсове по гражданско право – обща част, семейно право и облигационно право. От 1933 г. е постоянен сътрудник на списание „Юридически архив“, занимава се с преглед на законодателството в България и в чужбина, съдебна практика и правна книжнина. Почива на 2 ноември 1935 г. в София.

## Научни трудове
- „Съотношението между договорната и деликтната отговорност“ (1929 г.)
- „Незаконното обогатяване във вреда на другиго“ (1931 г.)
- „Какви са правата на притежателя на етаж или част от етаж според закона за етажната собственост“ (1932 г.)